# Magyarország a 2019. évi Európa-játékokon
Magyarország a fehéroroszországi Minszkben megrendezett 2019. évi Európa-játékok egyik részt vevő nemzete volt. Az ország a játékokon 14 sportágban 122 versenyzővel képviselte magát.

## Érmesek
| Érem  | Versenyző                                              | Sportág       | Versenyszám                  |
| ----- | ------------------------------------------------------ | ------------- | ---------------------------- |
| Arany | Kopasz Bálint                                          | Kajak-kenu    | Férfi kajak egyes 1000 m     |
| Arany | Balla Virág Takács Kincső                              | Kajak-kenu    | Női kenu kettes 500 m        |
| Arany | Kárász Anna Kozák Danuta Csipes Tamara Medveczky Erika | Kajak-kenu    | Női kajak négyes 500 m       |
| Arany | Kopasz Bálint                                          | Kajak-kenu    | Férfi kajak egyes 5000 méter |
| Ezüst | Kárász Anna Kozák Danuta                               | Kajak-kenu    | Női kajak kettes 500 m       |
| Ezüst | Kozák Danuta                                           | Kajak-kenu    | Női kajak egyes 500 m        |
| Ezüst | Kozák Danuta                                           | Kajak-kenu    | Női kajak egyes 200 m        |
| Ezüst | Birkás Balázs                                          | Kajak-kenu    | Férfi kajak egyes 200 m      |
| Ezüst | Bodonyi Dóra                                           | Kajak-kenu    | Férfi kajak egyes 5000 m     |
| Ezüst | Torba Erik                                             | Birkózás      | Férfi 60 kg-os kötöttfogás   |
| Bronz | Ungvári Attila                                         | Cselgáncs     | Férfi 81 kg                  |
| Bronz | Kerekes Gréta                                          | Atlétika      | Női 100 m gátfutás           |
| Bronz | Péni István                                            | Sportlövészet | Sportpuska, összetett (50 m) |
| Bronz | Lőrincz Tamás                                          | Birkózás      | Férfi 77 kg-os kötöttfogás   |
| Bronz | Péter Sára                                             | Torna         | Női ugrásgyakorlat           |
| Bronz | Lőrincz Viktor                                         | Birkózás      | Férfi 87-kg os kötöttfogás   |
| Bronz | Vecsernyés Dávid                                       | Torna         | Férfi nyújtógyakorlat        |
| Bronz | Hárspataki Gábor                                       | Karate        | Férfi 67 kg                  |
| Bronz | Tadissi Yves Martial                                   | Karate        | Férfi 75 kg                  |

## További magyar eredmények

### 4. helyezettek
| Név                                               | Sportág       | Versenyszám |
| ------------------------------------------------- | ------------- | ----------- |
| Madarász Dóra Csilla Pergel Szandra Póta Georgina | Asztalitenisz | Csapat      |
| Dénes Mercédesz                                   | Birkózás      | Női 53 kg   |
| Sidi Péter                                        | Sportlövészet | Légpuska    |

### 5. helyezettek
| Név                      | Sportág | Versenyszám  |
| ------------------------ | ------- | ------------ |
| Bali Dániel Mazács Fanni | Torna   | Vegyes páros |

### 6. helyezett
| Név        | Sportág    | Versenyszám       |
| ---------- | ---------- | ----------------- |
| Kiss Tamás | Kajak-kenu | Kenu egyes 1000 m |

## Asztalitenisz
Férfi
| Versenyző            | Versenyszám | Selejtező         | Selejtező                   | Selejtező         | Selejtező         | Egyenes kieséses szakasz | Egyenes kieséses szakasz | Egyenes kieséses szakasz | Helyezés    |
| Versenyző            | Versenyszám | 1. forduló        | 2. forduló                  | 3. forduló        | 4. forduló        | Negyeddöntő              | Elődöntő                 | Döntő                    | Helyezés    |
| Versenyző            | Versenyszám | Ellenfél Eredmény | Ellenfél Eredmény           | Ellenfél Eredmény | Ellenfél Eredmény | Ellenfél Eredmény        | Ellenfél Eredmény        | Ellenfél Eredmény        | Helyezés    |
| -------------------- | ----------- | ----------------- | --------------------------- | ----------------- | ----------------- | ------------------------ | ------------------------ | ------------------------ | ----------- |
| Ecseki Nándor István | Egyes       | erőnyerő          | Andrej Gacina (CRO) · 0–4   | kiesett           | kiesett           | kiesett                  | kiesett                  | kiesett                  | helyezetlen |
| Szudi Ádám           | Egyes       | erőnyerő          | Kirill Skacskov (RUS) · 1–4 | kiesett           | kiesett           | kiesett                  | kiesett                  | kiesett                  | helyezetlen |

Női
| Versenyző                                         | Versenyszám | Selejtező         | Selejtező                      | Selejtező                      | Selejtező                   | Egyenes kieséses szakasz | Egyenes kieséses szakasz | Egyenes kieséses szakasz | Helyezés   |
| Versenyző                                         | Versenyszám | 1. forduló        | 2. forduló                     | 3. forduló                     | 4. forduló                  | Negyeddöntő              | Elődöntő                 | Döntő                    | Helyezés   |
| Versenyző                                         | Versenyszám | Ellenfél Eredmény | Ellenfél Eredmény              | Ellenfél Eredmény              | Ellenfél Eredmény           | Ellenfél Eredmény        | Ellenfél Eredmény        | Ellenfél Eredmény        | Helyezés   |
| ------------------------------------------------- | ----------- | ----------------- | ------------------------------ | ------------------------------ | --------------------------- | ------------------------ | ------------------------ | ------------------------ | ---------- |
| Pergel Szandra                                    | Egyes       | erőnyerő          | Nathalie Marchetti (BEL) · 3–4 | kiesett                        | kiesett                     | kiesett                  | kiesett                  | kiesett                  | helyzetlen |
| Póta Georgina                                     | Egyes       | erőnyerő          | erőnyerő                       | Nadezhda Bogdanova (BLR) · 4–0 | Linda Bergström (SWE) · 0–4 | kiesett                  | kiesett                  | kiesett                  | helyzetlen |
| Madarász Dóra Csilla Pergel Szandra Póta Georgina | Csapat      | erőnyerő          |                                |                                |                             | Ukrajna (UKR) · 3–0      | Románia (ROU) · 2–3      | kiesett                  | 4.         |

Vegyes
| Versenyző                 | Selejtező                                                           | Egyenes kieséses szakasz | Egyenes kieséses szakasz | Egyenes kieséses szakasz | Helyezés    |
| Versenyző                 | 1. forduló                                                          | Negyeddöntő              | Elődöntő                 | Döntő                    | Helyezés    |
| Versenyző                 | Ellenfél Eredmény                                                   | Ellenfél Eredmény        | Ellenfél Eredmény        | Ellenfél Eredmény        | Helyezés    |
| ------------------------- | ------------------------------------------------------------------- | ------------------------ | ------------------------ | ------------------------ | ----------- |
| Pergel Szandra Szudi Ádám | Fehéroroszország (BLR) · Pavel Platonov · Nagyezsda Bagdanova · 0–3 | kiesett                  | kiesett                  | kiesett                  | helyezetlen |

## Atlétika
Férfi
| Versenyző    | Versenyszám | Előfutam | Előfutam | Előfutam | Elődöntő | Elődöntő | Elődöntő | Döntő | Döntő    |
| Versenyző    | Versenyszám | Idő      | Hely.    | Össz.    | Idő      | Hely.    | Össz.    | Idő   | Helyezés |
| ------------ | ----------- | -------- | -------- | -------- | -------- | -------- | -------- | ----- | -------- |
| Eszes Dániel | 110 m gát   |          |          |          |          |          |          |       |          |
| Szabó Dániel | 100 m sík   |          |          |          |          |          |          |       |          |

| Versenyző    | Versenyszám | Selejtező | Selejtező | Döntő    | Döntő    |
| Versenyző    | Versenyszám | Eredmény  | Helyezés  | Eredmény | Helyezés |
| ------------ | ----------- | --------- | --------- | -------- | -------- |
| Bakosi Péter | Magasugrás  |           |           |          |          |

Női
| Versenyző         | Versenyszám | Előfutam | Előfutam | Előfutam | Elődöntő | Elődöntő | Elődöntő | Döntő | Döntő    |
| Versenyző         | Versenyszám | Idő      | Hely.    | Össz.    | Idő      | Hely.    | Össz.    | Idő   | Helyezés |
| ----------------- | ----------- | -------- | -------- | -------- | -------- | -------- | -------- | ----- | -------- |
| Kerekes Gréta     | 100 m gát   |          |          |          |          |          |          |       |          |
| Nguyen Anasztázia | 100 m sík   |          |          |          |          |          |          |       |          |

| Versenyző        | Versenyszám   | Selejtező | Selejtező | Döntő    | Döntő    |
| Versenyző        | Versenyszám   | Eredmény  | Helyezés  | Eredmény | Helyezés |
| ---------------- | ------------- | --------- | --------- | -------- | -------- |
| Farkas Petra     | Távolugrás    |           |           |          |          |
| Moravcsik Angéla | Gerelyhajítás |           |           |          |          |

## Birkózás

### Férfi
Kötöttfogású
| Versenyző      | Versenyszám | Selejtező         | Nyolcaddöntő                     | Negyeddöntő               | Elődöntő                        | Vigaszág első kör | Vigaszág elődöntő          | Bronz- mérkőzés            | Döntő                        | Helyezés    |
| Versenyző      | Versenyszám | Ellenfél Eredmény | Ellenfél Eredmény                | Ellenfél Eredmény         | Ellenfél Eredmény               | Ellenfél Eredmény | Ellenfél Eredmény          | Ellenfél Eredmény          | Ellenfél Eredmény            | Helyezés    |
| -------------- | ----------- | ----------------- | -------------------------------- | ------------------------- | ------------------------------- | ----------------- | -------------------------- | -------------------------- | ---------------------------- | ----------- |
| Torba Erik     | 60 kg       | erőnyerő          | Ardit Fazljija (SWE) 9 - 0       | Razvan Arnaut (ROU) 5 - 1 | Dato Chkhartishviki (GEO) 6 - 5 |                   |                            |                            | Stepan Maryanyan (RUS) 0 - 9 | 2.          |
| Krasznai Máté  | 67 kg       | erőnyerő          | Oleksii Kalinichenko (UKR) 0 - 8 | kiesett                   | kiesett                         | kiesett           | kiesett                    | kiesett                    | kiesett                      | helyezetlen |
| Lőrincz Tamás  | 77 kg       | erőnyerő          | Gil Nugues (FRA) 10 - 2          | Pavel Liakh (BLR) 3 - 1   | Karapet Chalyan (ARM) 1 - 4     |                   |                            | Igor Beshleaga (MDA) 5 - 1 |                              | 3.          |
| Lőrincz Viktor | 87 kg       | erőnyerő          | Ramon Betschart (SUI) 5 - 2      | Islam Abbasov (AZE) 0 - 3 | kiesett                         |                   | Nikolaj Dobrev (SRB) 6 - 3 | Ivan Huklek (CRO) 7 - 1    | kiesett                      | 3.          |
| Kiss Balázs    | 97 kg       | erőnyerő          | Mihail Kajala (SRB) 1 - 6        | kiesett                   | kiesett                         | kiesett           | kiesett                    | kiesett                    | kiesett                      | helyezetlen |

Szabadfogású
| Versenyző      | Versenyszám | Selejtező         | Nyolcaddöntő                      | Negyeddöntő                      | Elődöntő          | Vigaszág első kör | Vigaszág elődöntő               | Bronz- mérkőzés   | Döntő             | Helyezés    |
| Versenyző      | Versenyszám | Ellenfél Eredmény | Ellenfél Eredmény                 | Ellenfél Eredmény                | Ellenfél Eredmény | Ellenfél Eredmény | Ellenfél Eredmény               | Ellenfél Eredmény | Ellenfél Eredmény | Helyezés    |
| -------------- | ----------- | ----------------- | --------------------------------- | -------------------------------- | ----------------- | ----------------- | ------------------------------- | ----------------- | ----------------- | ----------- |
| Vilhelm Zoltán | 65 kg       | erőnyerő          | George Koliev (BLR) 0 - 10        | kiesett                          | kiesett           | kiesett           | kiesett                         | kiesett           | kiesett           | helyezetlen |
| Szabó Mihály   | 97 kg       | erőnyerő          | Abdulrashid Sadulaev (RUS) 0 - 11 | kiesett                          | kiesett           |                   | Nurov Magomedgadji (MKD) 0 - 11 | kiesett           | kiesett           | helyezetlen |
| Ligeti Dániel  | 125 kg      | erőnyerő          | Nick Matuhin (GER) 3 - 0          | Jamaladdin Magomedov (AZE) 5 - 6 | kiesett           | kiesett           | kiesett                         | kiesett           | kiesett           | helyezetlen |
|                |             |                   |                                   |                                  |                   |                   |                                 |                   |                   |             |

### Női
| Versenyző        | Versenyszám | Selejtező         | Nyolcaddöntő                 | Negyeddöntő                   | Elődöntő          | Vigaszág első kör | Vigaszág elődöntő                | Bronz- mérkőzés               | Döntő             | Helyezés    |
| Versenyző        | Versenyszám | Ellenfél Eredmény | Ellenfél Eredmény            | Ellenfél Eredmény             | Ellenfél Eredmény | Ellenfél Eredmény | Ellenfél Eredmény                | Ellenfél Eredmény             | Ellenfél Eredmény | Helyezés    |
| ---------------- | ----------- | ----------------- | ---------------------------- | ----------------------------- | ----------------- | ----------------- | -------------------------------- | ----------------------------- | ----------------- | ----------- |
| Dénes Mercédesz  | 53 kg       | erőnyerő          | Tatiana Debien (FRA) 4 - 1   | Yulia Khavaldzhy (UKR) 2 - 10 | kiesett           |                   | Marina Rueda Flores (ESP) 10 - 0 | Stalvira Orshush (RUS) 0 - 10 | kiesett           | 4.          |
| Galambos Ramóna  | 57 kg       | erőnyerő          | Alyona Kolesnik (AZE) 0 - 10 |                               | kiesett           | kiesett           | kiesett                          | kiesett                       | kiesett           | helyezetlen |
| Sleisz Gabriella | 62 kg       | erőnyerő          | Taybe Yusein (BUL) 0 - 6     | kiesett                       | kiesett           | kiesett           | kiesett                          | kiesett                       | kiesett           | helyezetlen |
| Németh Zsanett   | 76 kg       | erőnyerő          | Epp Mae (EST) 0 - 3          | kiesett                       | kiesett           | kiesett           | kiesett                          | kiesett                       | kiesett           | helyezetlen |

## Cselgáncs
Férfi
| Versenyző        | Versenyszám | Selejtező                       | Selejtező                          | Nyolcaddöntő                 | Negyeddöntő                   | Elődöntő                    | Vigaszág elődöntő | Bronz- mérkőzés                      | Döntő             | Helyezés    |
| Versenyző        | Versenyszám | 64-es főtábla                   | 32-es főtábla                      | Nyolcaddöntő                 | Negyeddöntő                   | Elődöntő                    | Vigaszág elődöntő | Bronz- mérkőzés                      | Döntő             | Helyezés    |
| Versenyző        | Versenyszám | Ellenfél Eredmény               | Ellenfél Eredmény                  | Ellenfél Eredmény            | Ellenfél Eredmény             | Ellenfél Eredmény           | Ellenfél Eredmény | Ellenfél Eredmény                    | Ellenfél Eredmény | Helyezés    |
| ---------------- | ----------- | ------------------------------- | ---------------------------------- | ---------------------------- | ----------------------------- | --------------------------- | ----------------- | ------------------------------------ | ----------------- | ----------- |
| Cirjenics Miklós | 100 kg      |                                 | Cyrille Maret (FRA) · 0s2–10s1     | kiesett                      | kiesett                       | kiesett                     |                   |                                      |                   | helyezetlen |
| Ohát Zalán       | 100 kg      | Zlatko Kumrić (CRO) · 0s1–10s1  | kiesett                            | kiesett                      | kiesett                       |                             |                   |                                      | helyezetlen       |             |
| Gorjánacz Zsolt  | 66 kg       | erőnyerő                        | Matteo Medves (ITA) · 0–11         | kiesett                      | kiesett                       | kiesett                     |                   |                                      |                   | helyezetlen |
| Rajkai Róbert    | 81 kg       | Nicon Zaborosciuc (MDA) · 1–0s2 | Vedat Albayrak (TUR) · 1s2–11      | kiesett                      | kiesett                       | kiesett                     |                   |                                      |                   | helyezetlen |
| Ungvári Attila   | 81 kg       | erőnyerő                        | Victor Busch (SWE) · 10–0s1        | Sami Chouchi (SWE) · 1s2–0s1 | Frank de Wit (NED) · 10s2–0s1 | Ivajlo Ivanov (BUL) · 0–1s1 |                   | Alexander Wieczerzak (GER) · 1s1–0s2 |                   |             |
| Szabó Frigyes    | 73 kg       | erőnyerő                        | Wiktor Mrowczynski (POL) · 1s1–0s2 | Tommy Macias (SWE) · 0s1–1s1 | kiesett                       | kiesett                     | kiesett           | kiesett                              | kiesett           |             |
| Ungvári Miklós   | 73 kg       | erőnyerő                        | Hidayat Heydarov (AZE) · 0s2–1     | kiesett                      | kiesett                       | kiesett                     | kiesett           | kiesett                              | kiesett           |             |
| Szabó Csaba      | 60 kg       |                                 | David Pulkrabek (CZE) · 0s1–1s1    | kiesett                      | kiesett                       | kiesett                     |                   |                                      |                   | helyezetlen |
| Tóth Krisztián   | 90 kg       | erőnyerő                        | Aatu Laamanen (FIN) · 11s1–0s2     | Li Kochman (ISR) · 0h–10s2   | kiesett                       | kiesett                     | kiesett           | kiesett                              | kiesett           |             |

Női
| Versenyző            | Versenyszám | Selejtező                           | Nyolcaddöntő                | Negyeddöntő       | Elődöntő          | Vigaszág elődöntő | Bronz- mérkőzés   | Döntő             | Helyezés    |
| Versenyző            | Versenyszám | Ellenfél Eredmény                   | Ellenfél Eredmény           | Ellenfél Eredmény | Ellenfél Eredmény | Ellenfél Eredmény | Ellenfél Eredmény | Ellenfél Eredmény | Helyezés    |
| -------------------- | ----------- | ----------------------------------- | --------------------------- | ----------------- | ----------------- | ----------------- | ----------------- | ----------------- | ----------- |
| Csernoviczki Éva     | 48 kg       | Shira Rishony (ISR) · 10s1–0h       | Darja Bilogyid (UKR) · 0–11 | kiesett           | kiesett           |                   |                   |                   | helyezetlen |
| Karakas Hedvig       | 57 kg       | erőnyerő                            | Sappho Coban (GER) · 0–1s1  | kiesett           | kiesett           |                   |                   |                   | helyezetlen |
| Özbas Szofi          | 63 kg       | Anja Obradović (SRB) · 0–10         | kiesett                     | kiesett           | kiesett           |                   |                   |                   | helyezetlen |
| Pupp Réka            | 52 kg       | Fabienne Kocher (SUI) · 0h–10s2     | kiesett                     | kiesett           | kiesett           |                   |                   |                   | helyezetlen |
| Szabó Katinka        | 52 kg       | Madelene Rubinstein (NOR) · 10s1–0h | Agata Perenc (POL) · 0s1–1  | kiesett           | kiesett           |                   |                   |                   | helyezetlen |
| Salánki Evelin       | 78 kg       | Antonyina Smeleva (RUS) · 1–10      | kiesett                     | kiesett           | kiesett           |                   |                   |                   | helyezetlen |
| Szigetvári Mercédesz | +78 kg      | Rochele Nunes (POR) · 0s2–11s1      | kiesett                     | kiesett           | kiesett           |                   |                   |                   | helyezetlen |

## Íjászat
| Versenyző   | Versenyszám | Selejtező | Selejtező | 64-es főtábla                  | 32-es főtábla                    | Nyolcaddöntő                           | Negyeddöntő       | Elődöntő          | Döntő             |
| Versenyző   | Versenyszám | Pont      | Helyezés  | Ellenfél Eredmény              | Ellenfél Eredmény                | Ellenfél Eredmény                      | Ellenfél Eredmény | Ellenfél Eredmény | Ellenfél Eredmény |
| ----------- | ----------- | --------- | --------- | ------------------------------ | -------------------------------- | -------------------------------------- | ----------------- | ----------------- | ----------------- |
| Banda Árpád | Egyéni      | 647       | 26.       | Ivan Banchev (BUL) (39.) · 6–2 | Miguel Alvariño (ESP) (7.) · 7–3 | Steve Wijler (NED) (10.) · 5 (8)–6 (9) | kiesett           | kiesett           | kiesett           |

## Kajak-kenu
Férfi
| Versenyző                                          | Versenyszám         | Előfutam | Előfutam | Előfutam | Elődöntő | Elődöntő | Elődöntő | Döntő | Döntő     | Döntő    | Helyezés    |
| Versenyző                                          | Versenyszám         | Idő      | Hely.    | Össz.    | Idő      | Hely.    | Össz.    | Típus | Idő       | Helyezés | Helyezés    |
| -------------------------------------------------- | ------------------- | -------- | -------- | -------- | -------- | -------- | -------- | ----- | --------- | -------- | ----------- |
| Birkás Balázs                                      | Kajak egyes 200 m   | 34,975   | 2.       | 5.       | 34,901   | 3.       | 4.       | A     | 39,149    | 2.       |             |
| Kopasz Bálint                                      | Kajak egyes 1000 m  | 3:28,628 | 1.       | 1.       |          |          |          | A     | 3:30,936  | 1.       |             |
| Kopasz Bálint                                      | Kajak egyes 5000 m  |          |          |          |          |          |          | A     | 21:45,255 | 1.       |             |
| Kammerer Zoltán Gál Péter                          | Kajak kettes 1000 m | 3:11,382 | 5.       | 9.       | 3:15,442 | 5.       | 5.       |       |           |          | helyezetlen |
| Nádas Bence Tótka Sándor Birkás Balázs Kuli István | Kajak négyes 500 m  | 1:19,304 | 3.       | 5.       |          |          |          | A     | 1:36,341  | 7.       | 7.          |
| Hajdu Jonatán                                      | Kenu egyes 200 m    | 40,456   | 5.       | 8.       | 40,137   | 4.       | 4.       |       |           |          | helyezetlen |
| Kiss Tamás                                         | Kenu egyes 1000 m   | 3:52,968 | 4.       | 11.      | 3:49,487 | 3.       | 3.       | A     | 4:07,343  | 6.       | 6.          |
| Kiss Balázs Dóri Bence                             | Kenu kettes 1000 m  | 3:42,977 | 6.       | 10.      | 3:35,379 | 3.       | 3.       | A     | 3:48,027  | 9.       | 9.          |

Női
| Versenyző                                              | Versenyszám        | Előfutam | Előfutam | Előfutam | Elődöntő | Elődöntő | Elődöntő | Döntő | Döntő     | Döntő    | Helyezés |
| Versenyző                                              | Versenyszám        | Idő      | Hely.    | Össz.    | Idő      | Hely.    | Össz.    | Típus | Idő       | Helyezés | Helyezés |
| ------------------------------------------------------ | ------------------ | -------- | -------- | -------- | -------- | -------- | -------- | ----- | --------- | -------- | -------- |
| Kozák Danuta                                           | Kajak egyes 200 m  | 41,206   | 1.       | 2.       |          |          |          | A     | 42,160    | 2.       |          |
| Kozák Danuta                                           | Kajak egyes 500 m  | 1:49,442 | 1.       | 5.       |          |          |          | A     | 2:04,176  | 2.       |          |
| Bodonyi Dóra                                           | Kajak egyes 5000 m |          |          |          |          |          |          | A     | 24:53,003 | 2.       |          |
| Lucz Anna Kiss Blanka                                  | Kajak kettes 200 m | 37,956   | 2.       | 3.       |          |          |          | A     | 47,351    | 9.       | 9.       |
| Kárász Anna Kozák Danuta                               | Kajak kettes 500 m | 1:35,876 | 1.       | 1.       |          |          |          | A     | 1:42,526  | 2.       |          |
| Kárász Anna Kozák Danuta Csipes Tamara Medveczky Erika | Kajak négyes 500 m | 1:30,359 | 1.       | 2.       |          |          |          | A     | 1:41,526  | 1.       |          |
| Nagy Bianka                                            | Kenu egyes 200 m   | 49,683   | 3.       | 7.       |          |          |          | A     | 53,151    | 7.       | 7.       |
| Balla Virág Devecseriné Takács Kincső                  | Kenu kettes 500 m  | 1:56,132 | 1.       | 1.       |          |          |          | A     | 2:11,129  | 1.       |          |

## Karate

### Férfi
| Versenyző            | Versenyszám | Csoportkör                                                                        | Csoportkör | Elődöntő                     | Döntő             | Helyezés |
| Versenyző            | Versenyszám | Ellenfél Eredmény                                                                 | Hely.      | Ellenfél Eredmény            | Ellenfél Eredmény | Helyezés |
| -------------------- | ----------- | --------------------------------------------------------------------------------- | ---------- | ---------------------------- | ----------------- | -------- |
| Hárspataki Gábor     | 67 kg       | Erman Eltemur (TUR) 0 - 0 Joe Kellaway (GBR) 1 - 0 Rafael Aghayev (AZE) 0- 0      |            | Stanislav Horuna (UKR) 2 - 3 | kiesett           | 3.       |
| Tadissi Yves Martial | 75 kg       | Rafiz Hasanov (AZE) 5 - 1 Stefan Pokorny (AUT) 0 - 0 Artsiom Krautsou (BLR) 0 - 0 |            | Luca Maresca (ITA) 0 - 2     | kiesett           | 3.       |

## Kerékpár

### Országúti kerékpározás
| Versenyző         | Versenyszám   | Idő              | Helyezés |
| ----------------- | ------------- | ---------------- | -------- |
| Dina Dániel       | Mezőnyverseny | 4:27:52 (+17:48) | 114.     |
| Dina Márton       | Mezőnyverseny | 4:10:58 (+0:54)  | 49.      |
| Karl Ádám Kristóf | Mezőnyverseny | 4:10:58 (+0:54)  | 47.      |
| Pelikán János     | Mezőnyverseny | 4:10:58 (+0:54)  | 39.      |
| Pelikán János     | Időfutam      | 35:09,09         | 13.      |

### Pálya-kerékpározás
| Versenyző         | Versenyszám | Eredmény     | Helyezés    |
| ----------------- | ----------- | ------------ | ----------- |
| Filutás Viktor    | Pontverseny | 7 pont       | 11.         |
| Lovassy Krisztián | Scratch     | 17:57        | 11.         |
| Lovassy Krisztián | Omnium      | 60 pont      | 12.         |
| Szalontay Sándor  | Sprint      | nyolcaddöntő | helyezetlen |
| Szalontay Sándor  | Keirin      | 1. forduló   | helyezetlen |

## Kosárlabda

### Női
| Magyar női kosárlabdacsapat-játékoskeret                      | Magyar női kosárlabdacsapat-játékoskeret |
| ------------------------------------------------------------- | ---------------------------------------- |
| - Benke Sára - Böröndy Vivien - Jahni Zsófia - Wéber Fruzsina |                                          |

#### Eredmények
Csoportkör
B csoport
| Hely. | Csapat       | M | Gy | V | P+ | P– | Pk  | Továbbjutás |      | GER   | CZE   | ROU  | HUN   |
| ----- | ------------ | - | -- | - | -- | -- | --- | ----------- | ---- | ----- | ----- | ---- | ----- |
| 1.    | Németország  | 3 | 3  | 0 | 61 | 31 | +30 | Negyeddöntő |      | —     | 21–14 |      |       |
| 2.    | Csehország   | 3 | 2  | 1 | 55 | 43 | +12 | Negyeddöntő |      |       | —     | 21–3 |       |
| 3.    | Románia      | 3 | 1  | 2 | 31 | 60 | −29 |             |      | 8–21  |       | —    | 20–18 |
| 4.    | Magyarország | 3 | 0  | 3 | 46 | 59 | −13 |             | 9–19 | 19–20 |       | —    |       |

| 2019. június 21. 9:25 (8:25) | Magyarország (HUN) | 19–20 | Csehország | Palova Arena, Minszk Játékvezetők: Najib Chajiddine (FRA), Diletta Bandinelli (ITA) |
| 2019. június 21. 9:25 (8:25) | Jegyzőkönyv        |       |            | Palova Arena, Minszk Játékvezetők: Najib Chajiddine (FRA), Diletta Bandinelli (ITA) |
| 2019. június 21. 9:25 (8:25) | Böröndy 10         | Pont  | Hošková 10 | Palova Arena, Minszk Játékvezetők: Najib Chajiddine (FRA), Diletta Bandinelli (ITA) |

| 2019. június 22. 11:25 (10:25) | Magyarország (HUN) | 9–19 | Németország  | Palova Arena, Minszk Játékvezetők: Eric Bertrand (SUI), Miroslava Jovičin (SRB) |
| 2019. június 22. 11:25 (10:25) | Jegyzőkönyv        |      |              | Palova Arena, Minszk Játékvezetők: Eric Bertrand (SUI), Miroslava Jovičin (SRB) |
| 2019. június 22. 11:25 (10:25) | Benke 5            | Pont | Greinacher 7 | Palova Arena, Minszk Játékvezetők: Eric Bertrand (SUI), Miroslava Jovičin (SRB) |

| 2019. június 22. 13:15 (12:15) | Románia (ROU) | 20–18 | Magyarország | Palova Arena, Minszk Játékvezetők: Eric Bertrand (SUI), Zoran Radulović (MNE) |
| 2019. június 22. 13:15 (12:15) | Jegyzőkönyv   |       |              | Palova Arena, Minszk Játékvezetők: Eric Bertrand (SUI), Zoran Radulović (MNE) |
| 2019. június 22. 13:15 (12:15) | Pavel 14      | Pont  | Jahni 7      | Palova Arena, Minszk Játékvezetők: Eric Bertrand (SUI), Zoran Radulović (MNE) |

## Ökölvívás
Férfi
| Versenyző      | Versenyszám | Selejtező 1. forduló    | Selejtező 2. forduló          | Nyolcaddöntő                        | Negyeddöntő             | Elődöntő          | Döntő             | Helyezés |
| Versenyző      | Versenyszám | Ellenfél Eredmény       | Ellenfél Eredmény             | Ellenfél Eredmény                   | Ellenfél Eredmény       | Ellenfél Eredmény | Ellenfél Eredmény | Helyezés |
| -------------- | ----------- | ----------------------- | ----------------------------- | ----------------------------------- | ----------------------- | ----------------- | ----------------- | -------- |
| Bernáth Attila | 49 kg       |                         |                               | Cosmin-Petre Girleanu (ROU) · 2–3   | kiesett                 | kiesett           | kiesett           |          |
| Virbán Martin  | 52 kg       |                         | Erőnyerő                      | Galal Yafai (GBR) · 0–5             | kiesett                 | kiesett           | kiesett           |          |
| Csóka Nándor   | 56 kg       |                         | Vasile Usturoi (BEL) · 1–4    | Kiesett                             | Kiesett                 | Kiesett           | Kiesett           |          |
| Gálos Roland   | 60 kg       |                         | Dorin Bucsa (MDA) · 1–4       | kiesett                             | kiesett                 | kiesett           | kiesett           |          |
| Fodor Milán    | 64 kg       |                         | Petr Novak (CZE) · 4–1        | Luke McCormack (GBR) · 2–3          | kiesett                 | kiesett           | kiesett           |          |
| Kozák László   | 69 kg       | Marian Pita (ROU) · 3–2 | Pat McCormack (GBR) · 0–5     | kiesett                             | kiesett                 | kiesett           | kiesett           |          |
| Harcsa Zoltán  | 75 kg       | Erőnyerő                | Ruben Veciunca (BEL) · RSC    | Miguel Cuadrado Entrena (ESP) · 2–3 | kiesett                 | kiesett           | kiesett           |          |
| Kovács Pál     | 81 kg       |                         | Gaetan Ntambwe (FRA) · 0–5    | kiesett                             | kiesett                 | kiesett           | kiesett           |          |
| Hámori Ádám    | 91 kg       |                         | Erőnyerő                      | Radoszlav Pantelejev (BUL) · 3–2    | Toni Filipi (CRO) · 2–3 | kiesett           | kiesett           |          |
| Nagy Bence     | +91 kg      |                         | Mikheil Bakhtidze (GEO) · 0–5 | Kiesett                             | Kiesett                 | Kiesett           | Kiesett           |          |

Női
| Versenyző    | Versenyszám | Nyolcaddöntő                  | Negyeddöntő              | Elődöntő          | Döntő             | Helyezés |
| Versenyző    | Versenyszám | Ellenfél Eredmény             | Ellenfél Eredmény        | Ellenfél Eredmény | Ellenfél Eredmény | Helyezés |
| ------------ | ----------- | ----------------------------- | ------------------------ | ----------------- | ----------------- | -------- |
| Budai Vivien | 69 kg       | Maryam Jabrailova (AZE) · 4–1 | Nadine Apetz (GER) · 0–5 | kiesett           | kiesett           |          |
| Nagy Tímea   | 75 kg       | Elzbieta Wojcik (POL) · 0–5   | kiesett                  | kiesett           | kiesett           |          |

## Sportlövészet
Férfi
| Versenyző    | Versenyszám           | Selejtező | Selejtező | Döntő   | Döntő    |
| Versenyző    | Versenyszám           | Pont      | Helyezés  | Pont    | Helyezés |
| ------------ | --------------------- | --------- | --------- | ------- | -------- |
| Péni István  | Légpuska              | 625,7     | 15.       | kiesett | kiesett  |
| Péni István  | Sportpuska, összetett | 1177      | 4.        | 450,6   |          |
| Sidi Péter   | Sportpuska, összetett | 1166      | 19.       | kiesett | kiesett  |
| Sidi Péter   | Légpuska              | 627,8     | 8.        | 207,6   | 4.       |
| Takács Tibor | Gyorstüzelő pisztoly  | DNS       | DNS       | DNS     | DNS      |

Női
| Versenyző       | Versenyszám   | Selejtező | Selejtező | Döntő   | Döntő    |
| Versenyző       | Versenyszám   | Pont      | Helyezés  | Pont    | Helyezés |
| --------------- | ------------- | --------- | --------- | ------- | -------- |
| Egri Viktória   | Légpisztoly   | 569       | 20.       | kiesett | kiesett  |
| Major Veronika  | Légpisztoly   | 567       | 23.       | kiesett | kiesett  |
| Major Veronika  | Sportpisztoly | 583       | 9.        | kiesett | kiesett  |
| Csonka Zsófia   | Sportpisztoly | 570       | 24.       | kiesett | kiesett  |
| Horváth Lea     | Légpuska      | 624,9     | 14.       | kiesett | kiesett  |
| Pongrácz Bianka | Skeet         | 67        | 14.       | kiesett | kiesett  |

Vegyes csapat
| Versenyző              | Versenyszám | Selejtező | Selejtező | Döntő   | Döntő    |
| Versenyző              | Versenyszám | Pont      | Helyezés  | Pont    | Helyezés |
| ---------------------- | ----------- | --------- | --------- | ------- | -------- |
| Horváth Lea Sidi Péter | Légpuska    | 621,2     | 20.       | kiesett | kiesett  |

## Szambó
| Versenyző      | Versenyszám | Negyeddöntő               | Elődöntő          | Vigaszág                 | Bronzmérkőzés     | Döntő             | Helyezés |
| Versenyző      | Versenyszám | Ellenfél Eredmény         | Ellenfél Eredmény | Ellenfél Eredmény        | Ellenfél Eredmény | Ellenfél Eredmény | Helyezés |
| -------------- | ----------- | ------------------------- | ----------------- | ------------------------ | ----------------- | ----------------- | -------- |
| Sirankó Ferenc | 100 kg      | Viktors Resko (LAT) · 0–0 |                   | Denis Tachii (MDA) · 0–7 | kiesett           |                   | 8.       |

## Tollaslabda
| Versenyző            | Versenyszám | Csoportkör        | Csoportkör | Nyolcaddöntő      | Negyeddöntő       | Elődöntő          | Bronz- mérkőzés   | Döntő             | Helyezés |
| Versenyző            | Versenyszám | Ellenfél Eredmény | Hely.      | Ellenfél Eredmény | Ellenfél Eredmény | Ellenfél Eredmény | Ellenfél Eredmény | Ellenfél Eredmény | Helyezés |
| -------------------- | ----------- | ----------------- | ---------- | ----------------- | ----------------- | ----------------- | ----------------- | ----------------- | -------- |
| Krausz Gergely       | Férfi egyes |                   |            |                   |                   |                   |                   |                   |          |
| Kőrösi Ágnes         | Női egyes   |                   |            |                   |                   |                   |                   |                   |          |
| Bukoviczki Nikoletta | Női páros   |                   |            |                   |                   |                   |                   |                   |          |
| Gonda Daniella       | Női páros   |                   |            |                   |                   |                   |                   |                   |          |

## Torna
Férfi
| Versenyző        | Versenyszám      | Selejtező | Selejtező | Döntő    | Döntő    |
| Versenyző        | Versenyszám      | Pontszám  | Helyezés  | Pontszám | Helyezés |
| ---------------- | ---------------- | --------- | --------- | -------- | -------- |
| Babos Ádám       | Egyéni összetett | 75,832    | 25.       | kiesett  | kiesett  |
| Vecsernyés Dávid | Nyújtó           | 13,866    | 6.        | 14,066   |          |

Női
| Versenyző        | Versenyszám      | Selejtező | Selejtező | Döntő    | Döntő    |
| Versenyző        | Versenyszám      | Pontszám  | Helyezés  | Pontszám | Helyezés |
| ---------------- | ---------------- | --------- | --------- | -------- | -------- |
| Schermann Bianka | Egyéni összetett | 50,232    | 14.       | 50,933   | 9.       |
| Péter Sára       | Egyéni összetett | 26,132    | 37.       | kiesett  | kiesett  |
| Péter Sára       | Ugrás            | 14,166    | 1.        | 14,066   |          |

### Aerobic
| Versenyző                | Versenyszám  | Pontszám | Helyezés |
| ------------------------ | ------------ | -------- | -------- |
| Bali Dániel Mazács Fanni | Vegyes páros | 21,050   | 5.       |

### Ritmikus gimnasztika
| Versenyző       | Versenyszám      | Döntő  | Döntő  | Döntő  | Döntő | Döntő    | Döntő    | Döntő  | Döntő  | Döntő    | Döntő    | Helyezés |
| Versenyző       | Versenyszám      | Karika | Karika | Labda  | Labda | Buzogány | Buzogány | Szalag | Szalag | Összesen | Összesen | Helyezés |
| Versenyző       | Versenyszám      | Pont   | Hely.  | Pont   | Hely. | Pont     | Hely.    | Pont   | Hely.  | Pont     | Hely.    | Helyezés |
| --------------- | ---------------- | ------ | ------ | ------ | ----- | -------- | -------- | ------ | ------ | -------- | -------- | -------- |
| Pigniczki Fanni | Egyéni összetett | 19,150 |        | 17,050 |       | 14,600   |          | 15,050 |        | 65,850   | 12.      | 12.      |